# 강홍립
강홍립(姜弘立, 1560년~1627년 9월 6일(음력 7월 27일))은 조선의 문관, 군인이다. 광해군 때 명나라에 지원병을 이끌고 참전했으나 후금(청나라)의 교전을 피하다가 투항했다. 자 군신(君信), 호 내촌(耐村), 본관은 진주(晉州)이다.

## 생애

### 생애 초기
1597년(선조 30년) 문과 알성시에 병과1등위로 급제하였고,설서,검열을 역임하고 1599년 함경도 도사, 1601년 성균관 전적, 공조정랑, 1602년 사헌부장령, 홍문관 수찬 1604년 교리, 부수찬, 성균관사예, 1605년(선조 38년) 청난원종공신 2등에 책록되었다. 그해 도원수 한준겸(韓浚謙)의 종사관이 되었고, 같은 해 주청사의 서장관으로 명나라에 갔다. 1606년 예조정랑, 부교리, 1607년 성균관 직강, 내자시정, 수찬을 지냈다.

### 관료 생활
광해군 원년 1608년에 임해군을 처리한 공으로 보덕(輔德)의 벼슬을 얻었고, 진주사의 서장관으로 명나라에 갔다. 1609년 7월 한성부 우윤, 11월에는 함경남도 병마절도를 제수받았다. 1610년 남병사, 황주부사, 1611년 수원부사를 지내고, 1618년 아버지의 공신호를 계승하여 진녕군(晉寧君)에 봉해졌다. 1614년(광해군 7년)에 순검사(巡檢使)를 역임했다. 이어 형조참판, 좌참찬, 한성판윤을 지냈다.

### 부차 전투
1618년(광해군 11년) 윤4월 23일 명나라가 요동반도를 침범한 후금을 토벌할 때 조선에 원병을 청하자, 보국숭록대부, 5도도원수(五道都元帥)가 되어 군사를 거느리고 요동으로 출정했다. 1619년 3월 명나라가 사르후 전투에서 대패하고, 이어 상간하다, 아부달리에서 잇달아 각개 격파를 당하고, 이어 유정과 강홍립이 이끄는 조명연합군도 부차 전투에서 기상 악화로 패배하였다. 강홍립이 이끄는 조선군은 편제를 좌영, 우영, 중영 삼영으로 나눴는데, 조선군의 강홍립은 조총과 장창으로 전면에 방어선을 구축하고 이를 맞아 싸웠으나, 강한 역풍으로 인해, 불이 꺼지고, 화기의 연기에 시야를 빼앗겼다. 그 틈을 이용해 후금군 기병이 돌격하여 선봉부대를 돌파하였다. 이때 좌영을 방어하던 조선군 장수 김응하가 전사하였다. 명군도 치명적인 타격을 받았으며, 밤이 되자 조선군 중영 본영은 5,000명만이 고립되어 포위되었다. 후금은 조선군에 항복을 권했고, 결국 이틀을 굶은 강홍립과 조선군은 남은 병력을 이끌고 누르하치에게 투항했다. 조선군의 투항 사실을 알게 된 명군의 장교는 자살하고 동남로군은 소멸했다.
그는 일찍이 광해군의 밀지를 받고 명-후금과의 싸움에 출전, 후금에 거짓 투항함으로써 광해군의 중립 외교를 성사시켰다.
5월 15일 조선 조정에서는 그의 관직(부윤)을 삭제했고, 가족을 구금하라고 광해군에게 청했으나 그것은 들어주지 않았다. 출정 전 광해군은 강홍립에게 비밀지령을 내려, 후금과 몰래 교류를 하고, 심하(深河)의 싸움에서 오랑캐의 진중에서 먼저 통사를 부르자 강홍립이 때를 맞추어 투항한 것이다. 또한 정응정을 풀어서 조선에 소식을 알렸다. 그리고 애초부터 강홍립은 청군과의 교전에서 궁사들로 하여금 화살촉을 뺀 빈 막대기를 활에 넣어 쏘도록 하여 명을 도와줄 수 밖에 없는 처지를 청에게 알리도록 조치했다.

### 인조반정과 이괄의 난
그가 포로로 있는 사이, 1623년 4월 11일 인조반정이 일어나, 그를 총애하였던 광해군이 실각하고 인조가 정권을 잡았다. 다음 해 1624년 일어난 이괄의 난 때는 이괄과 함께 반란을 주도하였던, 한명련의 아들 한윤과 한택 형제가 후금에 투항하여 강홍립 휘하로 들어가 정묘호란의 명분이 되기도 했다. 이후 한윤과 한택은 머리를 깎고, 성까지 바꿔 완전히 청나라에 귀화를 하여 그곳에서 청나라인과 결혼을 한다.
1627년 1월 4일 후금이 광해군의 원수를 갚는다는 명분으로 조선을 공격했다. 궁지에 몰린 조선은 강화를 제의했다. 이때 전쟁이 장기화되는 것을 원치 않은 후금은 교섭에 응했다. 이때 막후에서 외교수완을 발휘한 인물이 바로 강홍립이었다.

### 정묘호란
1627년 3월 3일 정묘호란 때 후금군과 함께 내려와 의주를 공략하면서 같이 내려왔다. 이후 조선이 항복하자 풀려나 8년만에 귀국하였다. (이때 한윤과 한택도 후금군으로 같이 내려왔다. ) 그동안 조정에서는 그가 후금의 앞잡이로 정묘호란 때 선도했다는 의심도 받았지만, 비국(備局)에서 그를 접한 한 후 10년간 절개를 지켰다고 인조에게 알렸다. 그러나 서인 중심의 조정에서는 그가 항복한 것을 들어 그를 참수할 것을 주장하였다. 그러나 인조는 강홍립과 박난영이 변발을 하지 않고 뜻을 꺾지 않았음을 들어 관직 회복을 시켜주도록 했다.
1627년 9월 6일 (음력 7월 27일) 병이 들어 몸이 약하던 강홍립이 병사를 하였다. 인조는 그의 관작을 회복시키도록 명하고, 상사에 수요되는 물품을 제급하게 하였다. 그가 죽은 후 청나라에서 첩으로 주었던 여인은 명나라 차관을 따라 돌아갔다.
강홍립은 광해군의 밀명에 의해 명과 청 중에 유리한 쪽에 붙게 되어 있었으나 능양군의 반정 때문에 방치돼 있었다. 이후 부차 전투에서 전사한 김응하는 충무공의 시호를 받았으며, 명나라 신종으로부터 요동백을 추증받았다. 그러나 항복의 책임자였던 강홍립은 조선왕조의 역사에 제대로 된 평가를 받지 못했다.
묘는 서울시 관악구 난향동에 있다.

## 요동 파견
1618년 윤4월 23일 광해군은 강홍립을 도원수로 임명하였다. 그러나 강홍립은 병과 자격이 없음을 이유로 거절하였지만, 광해군은 받아들이지 않고 강권한다. 그 후 9월 24일(음력 8월 6일)에는 병을 이유로 사직서를 올리지만, 광해군은 요양한 이후에 갈 것을 권한다.
1618년 조선왕조실록 광해군 일기 130권 7월 4일에는 당시 파견된 인물 구성과 방어 지역, 그리고 군사들의 장비와 병종에 대해서 자세히 언급하고 있다.
조선-명나라 연합군을 구성하여 요동에 파견된 인물로 다음과 같다.
- 강홍립 (姜弘立) - 도원수 (당시 의정부 좌참찬)
- 이계선 (李繼先) - 중군관 (원임 절도사)
- 김경서 (金景瑞) - 총령대장 부원수 (당시 평안절도사)
- 안여눌 (安汝訥) - 중군관
- 문희성 (文希聖) - 방어사
- 김응하 (金應河) - 좌조방장 - 이후 부차 전투에서 사망
- 차재중 (車載重) - 중군장 - 이후 부차 전투에서 사망
- 이원일 - 우조방장

이들이 방어해야 할 지역은 강계(江界), 상토(上土), 만포(滿浦), 고산리(高山里), 위원(渭源), 이산(理山), 아이(阿耳), 벽동(碧潼), 창주(昌洲), 창성(昌城), 삭주(朔州), 의주(義州)였다.
총 1만명의 병사들의 병종은 다음과 같다.
- 포수(砲手) - 3,500명 (평안도 1,000명, 전라도 1,000명, 충청도 1,000명, 황해도 500명)
- 사수(射手) - 3,500명 (평안도 1,500명, 전라도 500명, 충청도 500명, 황해도 1,000명)
- 살수(殺手) - 3,000명 (평안도 1,000명, 전라도 1,000명, 충청도 500명, 황해도 500명)

1619년 3월 명나라 도독 유정은 포수의 숫자가 적다고 하여, 5,000명을 요구한다. 그리하여 강홍립은 우영 2,000명, 좌영 1,500명, 중영 1,500명을 맞춰 포수를 보강하여 총 11,500명을 맞춘다.

## 가족 관계
- 증조부 : 강온(姜溫)
  - 친조부 : 우의정 강사상(姜士尙)
  - 종조부 : 강사안(姜士安)
    - 아버지 : 판중추부사 강신(姜紳), 숙부인 강사안(姜士安)의 계자(繼子)가 됨
    - 어머니 : 동래(東萊)정씨, 영의정 정광필(鄭光弼)의 증손녀이며 정유의(鄭惟義)의 딸.
      - 부인 : 우주(紆州)황씨, 좌의정 황헌(黃憲)의 손녀이며 황이형(黃履亨)의 딸.
        - 장남 : 강숙(姜璹)
          - 손자 :

        - 차남 : 강원(姜瑗)
        - 삼남 : 강찬(姜瓚)
        - 장녀 : 윤감(尹堪)에게 출가.
        - 차녀 : 진사 심자(沈鎡)에게 출가.
        - 삼녀 : 통제사 이현달(李顯達)에게 출가.

## 관련 작품

### 드라마
- 《회천문》 (MBC, 1986년, 배우:오지명)
- 《남한산성》 (MBC, 1986년~1987년, 배우:오지명)
- 《서궁》 (KBS, 1995년, 배우:안대용)
- 《화정》 (MBC, 2015년~2015년, 배우:정해균)

## 같이 보기
- 조선 광해군
- 정묘호란